# Graines de Noé
Graines de Noé est une association française de protection de l’environnement fondée en 2010. Elle agit en faveur de la biodiversité cultivée notamment par la conservation, la multiplication et la diffusion de semences paysannes de céréales à paille. L’association est basée en Côte-d'Or et mène principalement ses actions en région Bourgogne-Franche-Comté.

## Histoire
Après avoir connu les débuts de la révolution verte, Bernard Ronot, agriculteur en Côte-d'Or, décide en 1985 de convertir sa ferme à l’agriculture biologique. C’est alors qu’il s’intéresse aux variétés de blés anciens, oubliés depuis l’arrivée des engrais chimiques. C’est en 2000 qu’il commence, avec sa compagne Renée, à constituer une collection de variétés paysannes de céréales, récupérées notamment au centre de ressources biologiques céréales à paille de Clermont-Ferrand (INRAE).
Après 10 ans à constituer et entretenir une collection de 150 variétés, ils fondent en 2010 l’association Graines de Noé afin de poursuivre leur travail.
En 2014, Graines de Noé anime au Sénat une journée de sensibilisation sur "l'importance de la biodiversité agricole pour l'avenir de notre alimentation".
En 2017, l’association lance un financement participatif pour s’équiper d’une chambre froide, permettant de conserver les semences dans de bonnes conditions.
En 2023, l’association est reconnue d’intérêt général.

## Activités
Graines de Noé sauvegarde des semences de céréales anciennes et paysannes qu’elle conserve en chambre froide et renouvelle en partie chaque année par culture en microparcelles. L’association dispose de plus de 200 variétés de céréales, parmi lesquelles des blés tendres, blés durs, épeautre, petit-épeautre, amidonnier, seigle… Les semences sont diffusées en petite quantité aux agriculteurs et particuliers.
L’association mène également des actions de sensibilisation du grand public aux variétés paysannes, de structuration de la filière blé-pain et orge-bière ou encore d’expérimentation agronomique.
Elle organise chaque année une journée portes-ouvertes qui est l’occasion de présenter sa collection.

## Réseau
Graines de Noé est membre du Réseau Semences Paysannes, association qui fédère depuis 2003 les acteurs impliqués dans la promotion des semences paysannes.

## Récompenses
Dans le cadre des trophées des associations côte-d’oriennes, Graines de Noé a reçu en 2020 le Trophée de la préservation de l’environnement.

## Publications
Graines de Noé, un nouveau sillon pour les blés paysans, Graines de Noé, 2020